# Río Chi
El río Chi (en tailandés: แม่น้ำ ชี) es el río más largo de Tailandia, con una longitud de 765 kilómetros, pero es menos caudaloso (9300 kilómetros cúbicos de agua por año) que el segundo río más largo del país, el Mun, del que es afluente.
Nace en las montañas Phetchabun. En su curso, primero se dirige al este a través de la zona central de Isan por las provincias de Chaiyaphum, Khon Kaen y Maha Sarakham, y después va hacia el sur por la provincia de Roi Et y cruza Yasothon hasta desembocar en el río Mun en el amphoe de Kanthararom, provincia de Sisaket.
- Datos: Q1071554
- Multimedia: Chi River / Q1071554